# Aceclostria mus
Aceclostria mus is een vlinder uit de familie van de Mimallonidae. De wetenschappelijke naam van de soort is voor het eerst geldig gepubliceerd in 1893 door Vuillot.